# Mülheimer Eifelhütte
Die Mülheimer Eifelhütte ist eine Schutzhütte der Sektion Mülheim an der Ruhr des Deutschen Alpenvereins (DAV). Sie liegt in der Eifel in Deutschland. Es handelt sich um eine Selbstversorgerhütte, sie ist ganzjährig geöffnet.

## Geschichte
Die Sektion Mülheim an der Ruhr wurde am 6. Februar 1911 in Mülheim an der Ruhr als Sektion Mülheim an der Ruhr des Deutschen und Österreichischen Alpenvereins (DuOeAV) bestätigt. Die Gründung erfolgte schon am 17. Dezember 1910, die Sektion Duisburg des DuOeAV legte Einspruch ein und verzögerte damit den Beitritt. Die Sektion Mülheim pachtete am 3. Oktober 1965 in Abenden bei Nideggen ein altes Fachwerkhaus. Dieses sollte vom Besitzer abgerissen werden. Die Sektion hatte sich vorgenommen, das Haus als Freizeitheim aufzubauen und zu einer schönen Hütte herzurichten. Am 23. Juli 1966 konnte man Richtfest feiern. Nach knapp zwei Jahren Bauzeit wurde die Hütte am 26. September 1967 fertiggestellt. Die Einweihung erfolgte schon am 22. Juli 1967 im Beisein der Stadtverwaltung Mülheim und vieler Gäste, unter ihnen Karl Erhardt, Präsident des Deutschen Alpenvereins. Er war eigens zu diesem Zweck aus München angereist.

## Lage
Die Mülheimer Eifelhütte liegt inmitten der Nordeifel im Dorf Abenden in der Nähe der Stadt Nideggen im Kreis Düren.

## Zustieg
Es existiert ein Parkplatz am Haus.

## Hütten in der Nähe
- Dürener Hütte, Selbstversorgerhütte, (350 m ü. NHN)
- Düsseldorfer Eifelhütte, Selbstversorgerhütte, (222 m ü. NHN)
- Kölner Eifelhütte, Selbstversorgerhütte, (214 m ü. NHN)
- Krefelder Eifelheim, Selbstversorgerhütte, (225 m ü. NHN)
- Duisburger Eifelhütte, Selbstversorgerhütte, (230 m ü. NHN)
- Rheydter Hütte, Selbstversorgerhütte, (378 m ü. NHN)
- Eifeler Haus Vogelsang, Selbstversorgerhütte, (489 m ü. NHN)[4]

## Tourenmöglichkeiten
- Biber Bäche Eifelwälder (Themen-Tour 1), 12,2 km, 3,5 Std.
- Rund um Blens, 17,4 km, 5,5 Std.
- Blens – Hondjesberg – Klemenzstock, 13,4 km, 4,5 Std.
- Fünf auf einen Streich, 14,5 km, 4,5 Std.
- Von Abenden zur Burg Nideggen, 10,6 km, 3,5 Std.
- Felsenweg von Blens nach Zerkall, 15,5 km, 5,5 Std.
- Felsenweg (4) – 2. Etappe, 16,8 km, 5,2 Std.[5]

## Klettermöglichkeiten
- Klettern in der Eifel[6]
- Klettern in der Eifel[7]

## Skifahren
- Skigebiete in der Eifel[8]

## Karten
- Eifelwandern 1 – Hohes Venn, Hürtgenwald, Rurtal: Wanderkarte mit Radwegen, Blatt 31-562, 1:25.000, Düren, Eschweiler, Kreuzau, Nideggen, Schmidt, (NaturNavi Wanderkarte mit Radwegen) Landkarte – Gefaltete Karte ISBN 978-3-96099-123-6
- Nationalpark Eifel, Wanderkarte 1:50.000, Nideggen – Monschau – Scheliden (Freytag & Berndt Wander-Rad-Freizeitkarten) Landkarte – Gefaltete Karte ISBN 978-3-7079-2043-7